# 竹内潔
竹内 潔（ちくない きよし、1920年10月4日 - 1984年8月21日）は、日本の政治家。位階は従四位、勲等は勲二等。参議院議員（2期、自由民主党）。三木派。

## 経歴
東京都港区に生まれる。麻布中学校、山形高校を経て九州帝国大学法文学部へ入学。在学中、学徒出陣により出征する。
終戦後の1947年に九州大学を卒業、大日本機械工業株式会社に入社した。
実家に明治大学時代の三木武夫が下宿していたことがある。
1957年東京支店次長を最後に退職し、自由民主党幹事長三木武夫の秘書になる。1958年第2次岸内閣経済企画庁長官科学技術庁長官秘書官。1961年第2次池田第1次改造内閣科学技術庁長官。1965年第1次佐藤第1次改造内閣通商産業大臣秘書官。1974年三木内閣総理大臣秘書官。翌1975年退官。1976年軍恩連盟全国連合会副会長就任。
1977年の第11回参議院議員通常選挙に全国区から立候補し、初当選。1981年鈴木善幸改造内閣法務政務次官。1983年の第13回参議院議員通常選挙では比例区から立候補し、比例名簿順位5位で再選。
議員在職中の1984年4月に検査入院していていたが、同年8月21日、肺がんのため東京都文京区の順天堂大学医学部附属順天堂医院で死去した。63歳没。同月23日、特旨を以て位記を追賜され、死没日付をもって従四位勲二等に叙され、瑞宝章が追贈された。哀悼演説は同年12月1日、参議院本会議で大川清幸により行われた。
竹内の死去に伴う繰上補充として、自民党比例区名簿から次点者（名簿順位20位）の石井道子が同年9月4日に当選した。

## 役職
- 参議院自由民主党国会対策委員会副委員長
- 参議院自由民主党副幹事長